# 폐가입진
폐가입진(廢假立眞)은 1389년 고려의 수문하시중이자 섭정이었던 이성계가 창왕을 보위에서 내쫓아 몰아 내고 공양왕을 보위에 추대하여 옹립한 사건이다.

## 사건의 배경
고려 말기인 1389년 11월 수문하시중 이성계가 우왕의 아들 창왕을 보위에서 내쫓아 방축시키고, 종실 왕요(공양왕)를 진짜 왕씨라 하여 국왕으로 추대하였다. 공양왕 즉위 1개월 후 1389년 12월 31일 우왕과 창왕 두 폐주를 모두 신돈의 핏줄이자 가짜 왕씨 군주라 주장하여 끝내 사형에 처하였다.
그러나 이 사건에서 우왕과 창왕이 신돈의 아들, 손자 즉, 이른바 비왕설(非王說)은 단지 이성계 일파가 정치적 명분을 합리화하기 위하여 사실상 날조된 모략일 가능성이 높다는 것으로 간주되고 있다.

## 같이 보기
- 고려의 역사
- 위화도 회군
- 조선의 역사